# TI-82

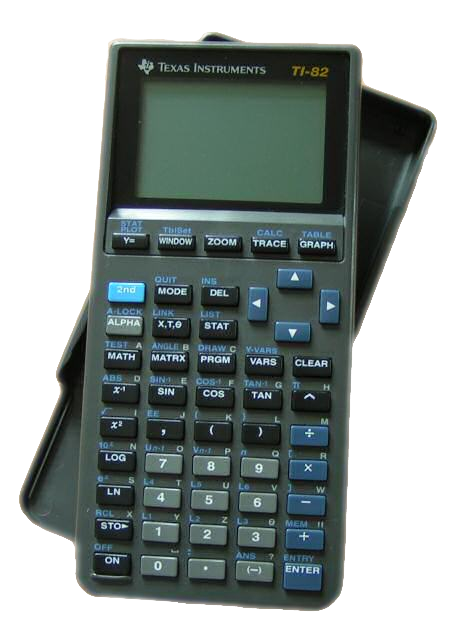
TI-82

TI-82 är en grafritande miniräknare från Texas Instruments. TI-82:an skapades 1993 som en nedbantad och mer användarvänlig version av TI-85, men också för att ersätta den äldre TI-81. Det går att skriva och köra små icke-kompilerade program på TI-82:an, och med en specialkabel kan den kopplas till en dator. Väl kopplad till en dator kan man skriva program i en specialvariant av C som sen kan föras över till räknaren i kompilerad form. Räknaren drivs av fyra stycken R03-batterier och det ingår en linkkabel med vilken man kan kopiera program (både icke-kompilerade och kompilerade) mellan två TI-82-räknare. Det finns ett antal spel till TI-82.